# Steve McCarthy
Steve McCarthy (né le 3 février 1981 à Trail dans la province de Colombie-Britannique au Canada) est un joueur de hockey sur glace professionnel canadien.

## Carrière
Il commence son hockey junior dans la Ligue de hockey de l'Ouest Avec le Ice d'Edmonton, équipe qui devint, à la suite d'un déménagement en 1998, le Ice de Kootenay. Il se voit être nommé le premier choix des Blackhawks de Chicago, le 23e joueur au total repêché lors de l'encan de 1999.
Dès la saison suivante il joue 5 rencontres dans la LNH et récolte un but et un passe. Il partage le reste de la saison entre son équipe junior et le club-école des Hawks dans la Ligue américaine de hockey, les Admirals de Norfolk. En 2000-2001 il joue en moyenne 15 minutes par rencontres durant les 44 parties des Blackhawks auquel il prend part se voyant être retourné à nouveau à Norfolk. Il partage les deux saisons suivantes entre la LNH et la LAH avant de voir sa saison 2003-2004 être écourté dû à une blessure.
À l'été 2005, McCarthy est échangé aux Canucks de Vancouver en retour d'un choix de 3e ronde au repêchage de 2007. Il ne reste pas longtemps avec l'équipe de sa province natale car après 56 rencontres avec les Canucks, ceux-ci l'envoi aux Thrashers d'Atlanta en retour d'un choix conditionnel au prochain repêchage.
En 2008, il signe au Salavat Ioulaïev Oufa dans la KHL pour qui il joue une saison avant de revenir en LNH en tant qu'agent libre avec les Ducks d'Anaheim. Avant le début de la saison 2009-2010, les Ducks le cède aux Thrashers d'Atlanta en retour de compensation future.
En octobre 2010, il rejoint la Finlande et le TPS, avec qui il ne joue qu'une saison. Il s'engage en effet pour une période d'essai, mi-octobre 2011 avec les ZSC Lions, club de première division suisse.

## Carrière internationale
Au niveau international, il joua avec l'équipe du Canada des moins de 18 ans qui remporta la médaille d'or à la Coupe des 4 nations des moins de 18 ans. Il est également membres de l'équipe junior du Canada à deux reprises lors des Championnats du monde junior de hockey sur glace de 2000 et 2001.

## Statistiques

### En club
| Saison     | Équipe                 | Ligue      |     | Saison régulière | Saison régulière | Saison régulière | Saison régulière | Saison régulière | Saison régulière |   | Séries éliminatoires | Séries éliminatoires | Séries éliminatoires | Séries éliminatoires | Séries éliminatoires | Séries éliminatoires |
| Saison     | Équipe                 | Ligue      | PJ  | B                | A                | Pts              | Pun              | +/-              | PJ               | B | A                    | Pts                  | Pun                  | +/-                  |                      |                      |
| 1996-1997  | Ice d'Edmonton         | LHOu       | 2   | 0                | 0                | 0                | 0                |                  |                  |   |                      |                      |                      |                      |                      |                      |
| 1997-1998  | Ice d'Edmonton         | LHOu       | 58  | 11               | 29               | 40               | 59               |                  |                  |   |                      |                      |                      |                      |                      |                      |
| 1998-1999  | Ice de Kootenay        | LHOu       | 57  | 19               | 33               | 52               | 79               |                  | 6                | 0 | 5                    | 5                    | 8                    | -                    |                      |                      |
| 1999-2000  | Blackhawks de Chicago  | LNH        | 5   | 1                | 1                | 2                | 4                | 0                |                  |   |                      |                      |                      |                      |                      |                      |
| 1999-2000  | Ice de Kootenay        | LHOu       | 37  | 13               | 23               | 36               | 36               | 18               |                  |   |                      |                      |                      |                      |                      |                      |
| 2000-2001  | Blackhawks de Chicago  | LNH        | 44  | 0                | 5                | 5                | 8                | -7               |                  |   |                      |                      |                      |                      |                      |                      |
| 2000-2001  | Admirals de Norfolk    | LAH        | 7   | 0                | 4                | 4                | 2                | 2                |                  |   |                      |                      |                      |                      |                      |                      |
| 2001-2002  | Blackhawks de Chicago  | LNH        | 3   | 0                | 0                | 0                | 2                | -1               |                  |   |                      |                      |                      |                      |                      |                      |
| 2001-2002  | Admirals de Norfolk    | LAH        | 77  | 7                | 21               | 28               | 37               | 16               | 2                | 0 | 3                    | 3                    | --                   | 2                    |                      |                      |
| 2002-2003  | Blackhawks de Chicago  | LNH        | 57  | 1                | 4                | 5                | 23               | -1               |                  |   |                      |                      |                      |                      |                      |                      |
| 2002-2003  | Admirals de Norfolk    | LAH        | 19  | 1                | 6                | 7                | 4                | 14               | 9                | 0 | 4                    | -1                   | 4                    | 0                    |                      |                      |
| 2003-2004  | Blackhawks de Chicago  | LNH        | 25  | 1                | 3                | 4                | 8                | -9               |                  |   |                      |                      |                      |                      |                      |                      |
| 2005-2006  | Canucks de Vancouver   | LNH        | 51  | 2                | 4                | 6                | 43               | 3                |                  |   |                      |                      |                      |                      |                      |                      |
| 2005-2006  | Thrashers d'Atlanta    | LNH        | 16  | 7                | 3                | 10               | 8                | 0                |                  |   |                      |                      |                      |                      |                      |                      |
| 2006-2007  | Thrashers d'Atlanta    | LNH        | 46  | 4                | 12               | 16               | 24               | 4                |                  |   |                      |                      |                      |                      |                      |                      |
| 2007-2008  | Thrashers d'Atlanta    | LNH        | 55  | 1                | 6                | 7                | 48               | -23              |                  |   |                      |                      |                      |                      |                      |                      |
| 2008-2009  | Salavat Ioulaïev Oufa  | KHL        | 18  | 0                | 0                | 0                | 16               |                  |                  |   |                      |                      |                      |                      |                      |                      |
| 2009-2010  | Wolves de Chicago      | LAH        | 25  | 2                | 5                | 7                | 28               |                  |                  |   |                      |                      |                      |                      |                      |                      |
| 2010-2011  | TPS                    | SM-liiga   | 32  | 0                | 0                | 0                | 81               | 1                |                  |   |                      |                      |                      |                      |                      |                      |
| 2011-2012  | ZSC Lions              | LNA        | 27  | 3                | 7                | 10               | 12               | -4               | 15               | 1 | 5                    | 6                    | 6                    | +5                   |                      |                      |
| 2012-2013  | Heat d'Abbotsford      | LAH        | 30  | 2                | 8                | 10               | 27               | 1                | -                | - | -                    | -                    | -                    | -                    |                      |                      |
| 2012-2013  | ZSC Lions              | LNA        | 8   | 0                | 1                | 1                | 6                | 1                | 2                | 1 | 1                    | 2                    | 0                    | -2                   |                      |                      |
| 2013-2014  | ZSC Lions              | LNA        | 3   | 0                | 0                | 0                | 2                | 0                | 18               | 0 | 5                    | 5                    | 6                    | 0                    |                      |                      |
| 2014-2015  | Falcons de Springfield | LAH        | 3   | 0                | 0                | 0                | 6                | 1                | -                | - | -                    | -                    | -                    | -                    |                      |                      |
| 2014-2015  | Wild de l'Iowa         | LAH        | 13  | 1                | 3                | 4                | 6                | 5                | -                | - | -                    | -                    | -                    | -                    |                      |                      |
| 2015-2016  | Wings de Kalamazoo     | ECHL       | 30  | 2                | 7                | 9                | 18               | -15              | -                | - | -                    | -                    | -                    | -                    |                      |                      |
| 2015-2016  | Monsters du lac Érié   | LAH        | 17  | 0                | 1                | 1                | 6                | -3               | -                | - | -                    | -                    | -                    | -                    |                      |                      |
| Totaux LNH | Totaux LNH             | Totaux LNH | 302 | 17               | 38               | 55               | 168              | -34              |                  |   |                      |                      |                      |                      |                      |                      |

### En équipe nationale
| Année | Équipe | Compétition |   | PJ | B | A | Pts | Pun |
| 2000  | Canada | CMJ         | 7 | 0  | 2 | 2 | 0   |     |
| 2001  | Canada | CMJ         | 7 | 1  | 1 | 2 | 6   |     |

## Honneurs et trophées
Championnat des quatre nations des moins de 18 ans
- Médaille d'or avec l'équipe du Canada en 1998.

## Transactions en carrière
- Repêchage 1999 : repêché par les Blackhawks de Chicago (1er choix de l'équipe, 23e au total).
- 22 août 2005 : échangé aux Canucks de Vancouver en retour du choix de troisième ronde des Canucks au repêchage de 2007.
- 9 mars 2006 : échangé aux Thrashers d'Atlanta en retour d'un choix conditionnel au repêchage de 2007.